# Donhierro
Donhierro er en by og kommune i det centrale Spanien i provinsen Segovia. Den har et indbyggertal på 75 (2024) indbyggere.